# Tel Awiw Uniwersytet
Tel Awiw Uniwersytet (hebr. תל אביב אוניברסיטה, Tel Aviv Universita – Merkaz HaYeridim) – stacja kolejowa położona w osiedlu Kirjat ha-Muze’onim w mieście Tel Awiw, w Izraelu. Znajduje się przy autostradzie Ayalon, w sąsiedztwie węzła drogowego autostrady z ulicą Rokah.

## Historia

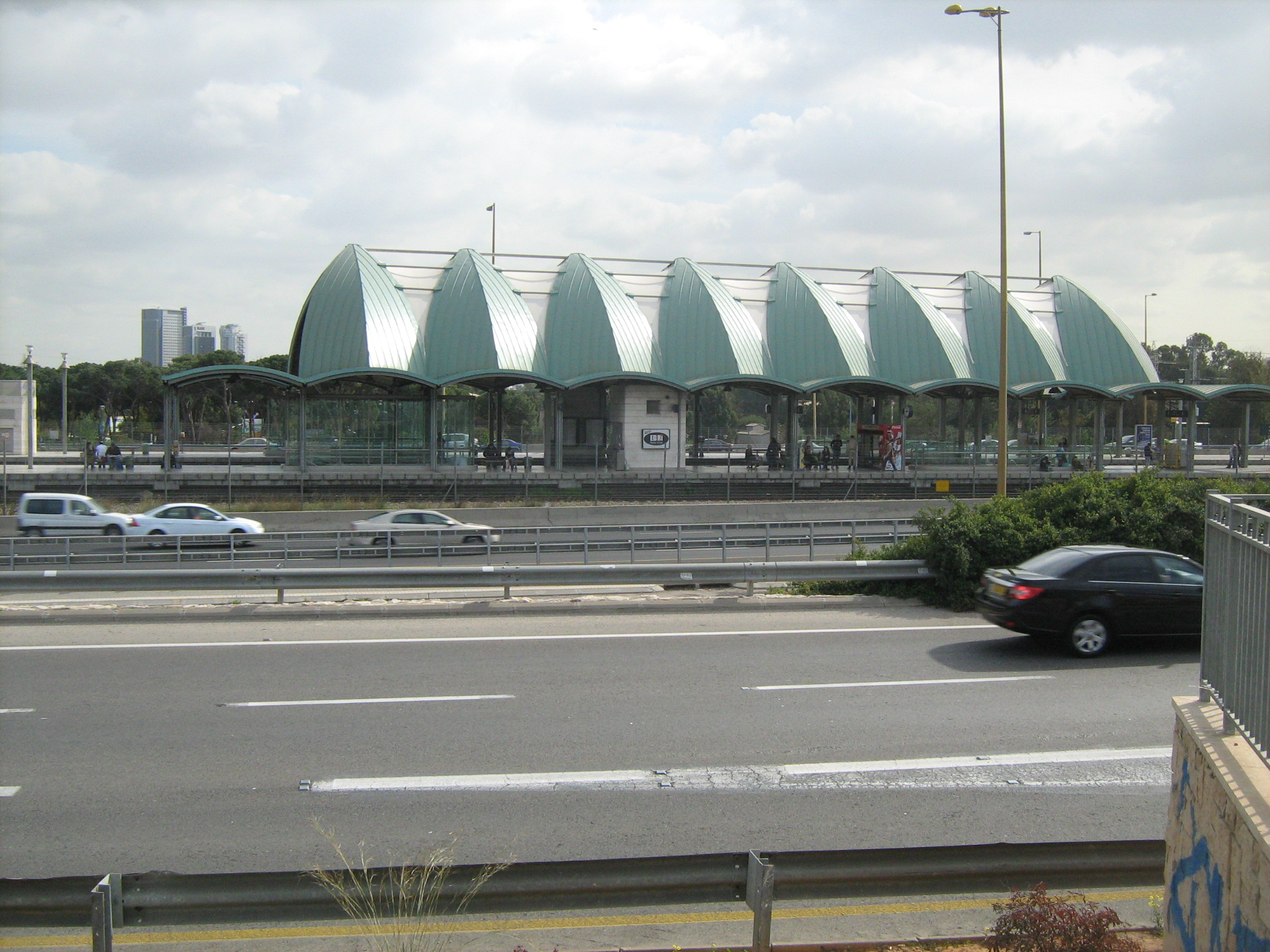
Stacja kolejowa Tel Awiw Uniwersytet

Plan stacji

Stacja kolejowa została wybudowana w październiku 2000.
Według planów miała obsługiwać duży ruch pasażerski dla potrzeb sąsiedniego Uniwersytetu Tel Awiwu oraz terenów wystawowych Targi Izraela & Centrum Kongresowego położonego przy Parku Jarkon. Projekt przygotował architekt Saadia Mandel. Nieprawidłowości finansowe przy budowie stacji kolejowej Tel Awiw ha-Szalom spowodowały konieczność szukania oszczędności i zmianę planów budowy tej stacji. Między innymi zmniejszono wielkość zadaszenia peronów oraz zmieniono wyjście ze stacji w kierunku uniwersytetu.

## Dane ogólne
Stacja kolejowa Tel Awiw Uniwersytet jest obsługiwana przez izraelskie państwowe przedsiębiorstwo transportu publicznego Rakewet Jisra’el.
Stacja posiada dwa perony i cztery tory. Perony obsługują pociągi poruszające się w obu kierunkach. Stacja jest dostępna z obydwóch stron autostrady Ayalon. Wyjście w kierunku wschodnim i zachodnim odbywa się poprzez podziemny tunel. Z podziemnego przejścia pod autostradą mogą korzystać także osoby, które nie chcą skorzystać z pociągu.
Stacja jest przystosowana dla osób niepełnosprawnych . Tuż przy stacji jest przystanek autobusowy.

## Połączenia kolejowe
Pociągi z Tel Awiwu University jadą do Lod, Bene Berak, Petach Tikwa, Rosz ha-Ajin, Kefar Sawy, Naharijji, Hajfy, Riszon le-Cijjon, Binjamina-Giwat Ada, Netanii, Rechowot, Aszkelonu i Beer Szewy.